# Malpighické trubice

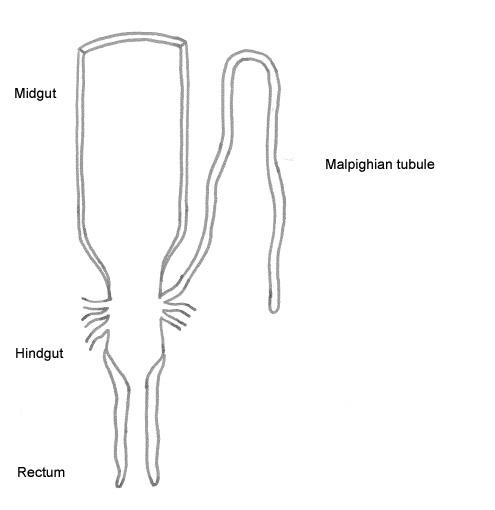
Diagram znázorňující trávicí soustavu hmyzu, konkrétně rovnokřídlých

Malpighické trubice (též Malpighiovy trubice nebo Malpighiovy žlázy, pojmenovány po italském lékaři Marcello Malpighim) jsou tenké trubicovité rozvětvené žlázy u vzdušnicovců nebo u některých klepítkatců[zdroj?]. Vznikají z ektodermu, nemají ale kutikulu ani intimu. Ústí do trávicí trubice za středním střevem. Malpigické trubice jsou volně pohyblivé, jen jedním koncem připojené ke střevu. U pavouků vyúsťují malpighické trubice těsně za snovacími bradavkami. Vylučují z těla odpadní látky, jako jsou sloučeniny dusíku, čímž regulují přítomnost solí v organismu.